# Meteorism

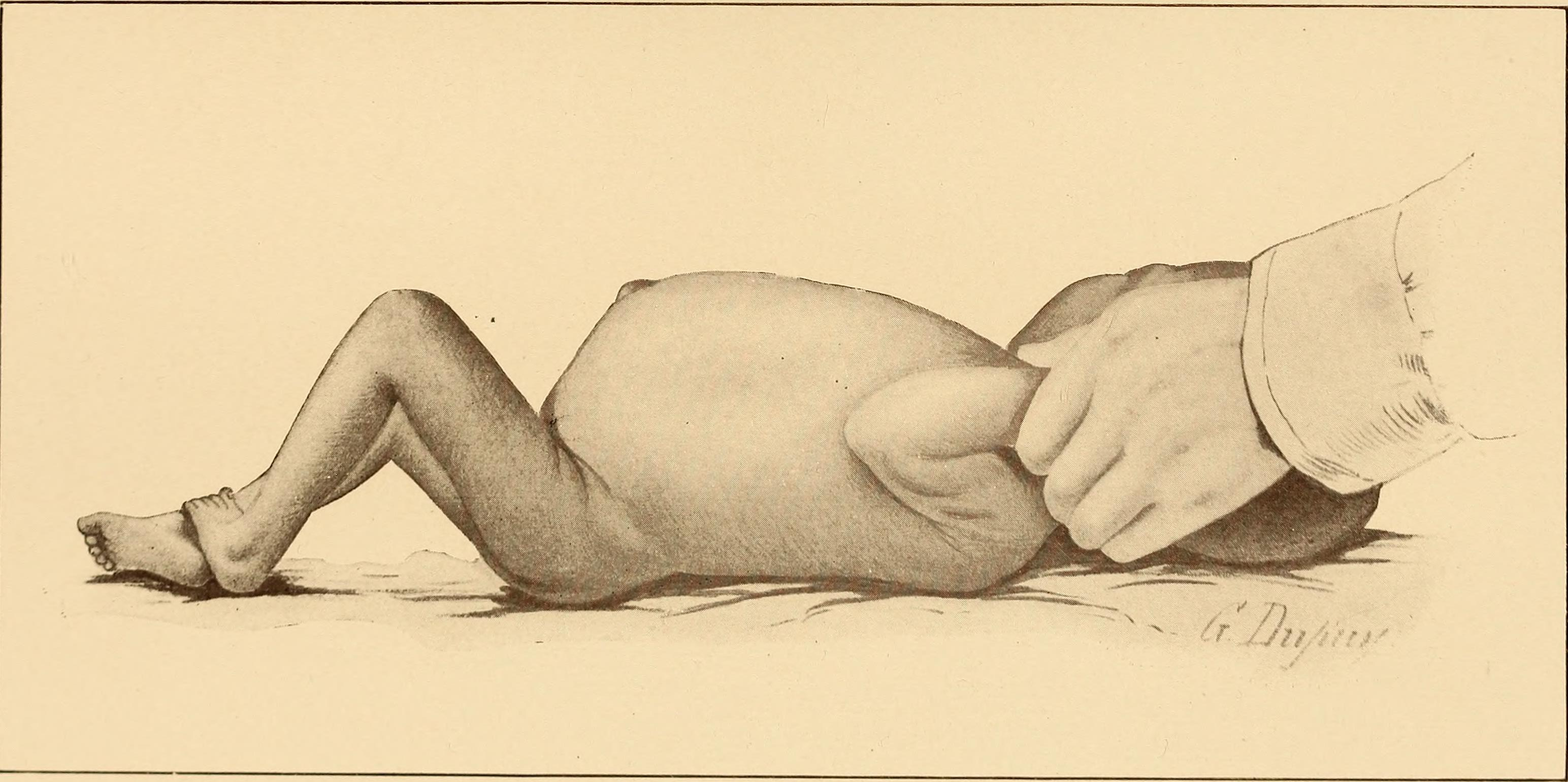
Exempel på meteorism hos barn.

Meteorism är uppsvälld buk med gaser (flatus). Meteorism uppkommer efter ökad produktion av gaser. Orsakerna är olika. Mathållning med rikligt av bönor, ärtor, broccoli, kål, lök, etc. är allmänt förekommande. Celiaki, laktosintolerans, IBS, kronisk pankreatit är andra orsaker. Meteorism kan även komma som biverkning till läkemedel, som exempelvis TCA-antidepressiva, penicillin och alfaglukosidashämmare.
Hos djur, speciellt idisslare, kallas motsvarande tillstånd ofta trumsjuka.